# Serbia en los Juegos Olímpicos de Sochi 2014
Serbia estuvo representada en los Juegos Olímpicos de Sochi 2014 por un total de 8 deportistas que compitieron en 5 deportes. Responsable del equipo olímpico fue el Comité Olímpico Serbio, así como las federaciones deportivas nacionales de cada deporte con participación.
El portador de la bandera en la ceremonia de apertura fue el biatleta Milanko Petrović. El equipo olímpico serbio no obtuvo ninguna medalla en estos Juegos.